# Er komt een kunstenaar van de trap
Er komt een kunstenaar van de trap is een hoorspel van Tom Stoppard. Artist Descending a Staircase werd door de BBC uitgezonden op 14 november 1972. Onder de titel Der Treppensturz zond de Westdeutscher Rundfunk het hoorspel uit op 2 mei 1973. De AVRO zond het uit op donderdag 30 november 1972. De regisseur was Jacques Besançon. De uitzending duurde 89 minuten.

## Rolbezetting
- Gijsbert Tersteeg (Martello als oude man)
- Donald de Marcas (als jonge man)
- Johan Schmitz (Beecham als oude man)
- Carol van Herwijnen (als jonge man)
- Leo de Hartogh (Donner als oude man)
- Tom van Beek (als jonge man)
- Ine Veen (Sophie)

## Inhoud
Bijna zestig jaar lang hebben de kunstenaars Martello, Beecham en Donner samengeleefd, als Donner van de trap valt en overlijdt. Op een band, waarop Beauchamp de stilte wilde opnemen, zijn geluiden en woorden vastgelegd die tot gewaagde interpretaties, zelfs tot onderlinge beschuldigingen van moord aanleiding geven. Om zich te rechtvaardigen vertellen Martello en Beauchamp wat er tussen Donner en hen gebeurd is. Flashbacks leiden van het nabije verleden terug naar het jaar 1914 en dan stapsgewijze weer naar het heden, waarbij de flashbacks telkens in omgekeerde volgorde afgespeeld worden. Laag na laag openbaart zich het leven van de drie kunstenaars, waarin een meisje, Sophie genaamd, een beslissende rol heeft gespeeld…